# Greenmount
Greenmount är en ort i Australien. Den ligger i kommunen Mundaring och delstaten Western Australia, omkring 19 kilometer öster om delstatshuvudstaden Perth. Antalet invånare är 2 467.
Runt Greenmount är det ganska tätbefolkat, med 111 invånare per kvadratkilometer.. Närmaste större samhälle är Perth, omkring 19 kilometer väster om Greenmount.
Trakten runt Greenmount består till största delen av jordbruksmark. Genomsnittlig årsnederbörd är 763 millimeter. Den regnigaste månaden är juli, med i genomsnitt 131 mm nederbörd, och den torraste är december, med 14 mm nederbörd.